# Dave Burrell
Dave Burrell (Middletown, 10 settembre 1940) è un pianista statunitense.
Nel corso della sua carriera ha collaborato spesso con Archie Shepp negli anni '60 e '70 e con David Murray a cavallo tra gli anni '80 e gli anni '90.
È stato uno dei pianisti più di spicco della scena jazz d'avanguardia newyorkese nella seconda metà degli anni '60, per anni stretto collaboratore di artisti come Marion Brown, Pharoah Sanders e Archie Shepp. Le sue composizioni dinamiche con radici blues e gospel ricordano la tradizione di Jelly Roll Morton, James P. Johnson e Duke Ellington, così come i compositori d'avanguardia Thelonious Monk e John Coltrane. Il suo stile originale e il suo approccio alla composizione, profondamente radicato nella tradizione afroamericana ma che impiega le più ampie ispirazioni musicali e culturali, forniscono una lettura unica della musica e della storia americana. 

## Discografia parziale
- 1965 – High
- 1968 – High Won-High Two
- 1969 – La Vie de Bohème
- 1969 – Echo
- 1970 – After Love
- 1976 – In: Sanity
- 1978 – Black Spring
- 1978 – Dave Burrell Plays Ellington & Monk
- 1978 – Lush Life
- 1979 – Windward Passages
- 1979 – Round Midnight
- 1989 – Daybreak
- 1991 – In Concert
- 1991 – The Jelly Roll Joys
- 1993 – Windward Passages (Black Saint)
- 1993 – Brother to Brother
- 2001 – Recital
- 2004 – Expansion
- 2005 – Margy Pargy
- 2006 – Consequences
- 2006 – Momentum
- 2010 – Dave Burrell Plays His Songs
- 2014 – Turning Point